# Hinter der Mauer 10 (Quedlinburg)

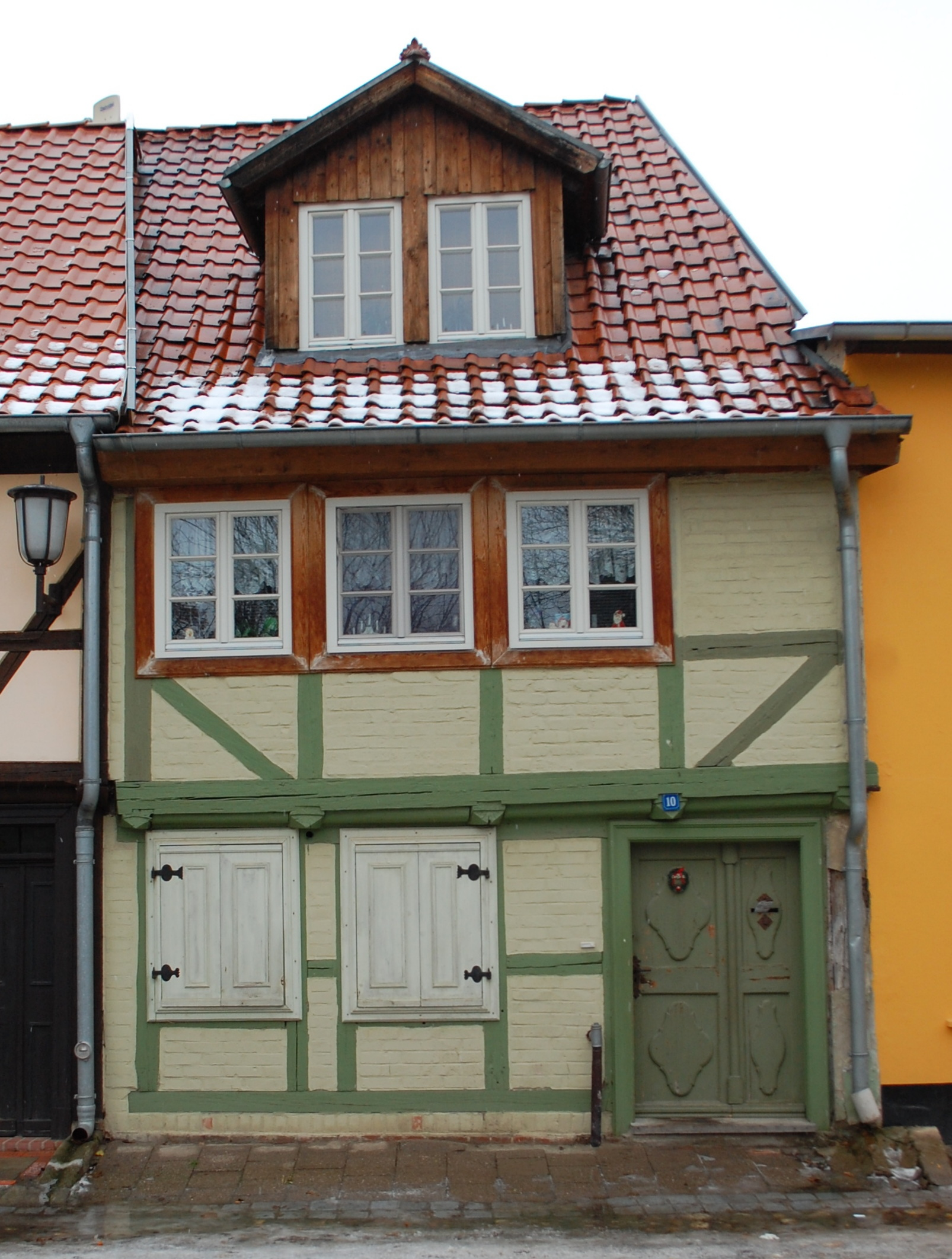
Hinter der Mauer 10

Das Haus Hinter der Mauer 10 ist ein denkmalgeschütztes Gebäude in der Stadt Quedlinburg in Sachsen-Anhalt.

## Lage
Es befindet sich im östlichen Teil der historischen Quedlinburger Neustadt und gehört zum UNESCO-Weltkulturerbe. Südlich grenzt das gleichfalls denkmalgeschützte Haus Hinter der Mauer 9 an. Auf der gegenüberliegenden Straßenseite steht die zur historischen Quedlinburger Stadtbefestigung gehörende Stadtmauer.

## Architektur und Geschichte
Das kleine zweigeschossige Fachwerkhaus entstand in der Zeit um 1700. Im Quedlinburger Denkmalverzeichnis ist das Haus als Wohnhaus eingetragen. An der Fachwerkfassade finden sich Pyramidenbalkenköpfe.
Bemerkenswert ist die aufwendig gestaltete Haustür. Ähnliche Haustüren befinden sich auch am Salfeldschen Palais und dem Haus Steinweg 74.